# Волтер Лауфер
Волтер Лауфер (англ. Walter Laufer, 5 липня 1906 — 1 вересня 1984) — американський плавець.
Олімпійський чемпіон 1928 року.